# Robert Butsraen
Robert Butsraen (Adinkerke, 18 mei 1943) is een voormalig Belgische politicus voor SP en diens opvolger sp.a.

## Biografie
Butsraen was 37 jaar leraar en gaf les in het gemeenschapsonderwijs in de Panne, tot hij in 2001 met pensioen ging.
Butsraen ging in 1988 in de gemeentepolitiek in De Panne op de lijst VDA (Verenigd De Panne Adinkerke). Na de verkiezingen werd hij gemeenteraadslid in de oppositie. Hij bleef tot 1994 in de gemeenteraad, waarna hij OCMW-voorzitter werd. In 2000 nam hij deel aan de verkiezingen op de lijst VEDA, waarna hij schepen werd onder burgemeester Willy Vanheste. Na de verkiezingen van 2006 bleef hij schepen, maar nadat eind 2007 Vanheste overleed, volgde Butsraen hem op als burgemeester.
Na de lokale verkiezingen 2012 maakte hij bekend dat hij geen nieuwe ambtstermijn als burgemeester of schepen ambieerde en uit de politiek zou stappen. Ann Vanheste, de dochter van zijn voorganger, volgde hem op als burgemeester.
In 2011 cumuleerde hij elf mandaten, waarvan 4 bezoldigde.